# 唐绩初
唐绩初（？—），男，广西玉林人，中华人民共和国政治人物，曾任陕西省计划委员会主任，陕西省人大常委会副主任，第八届全国人大代表。